# Dan Peck

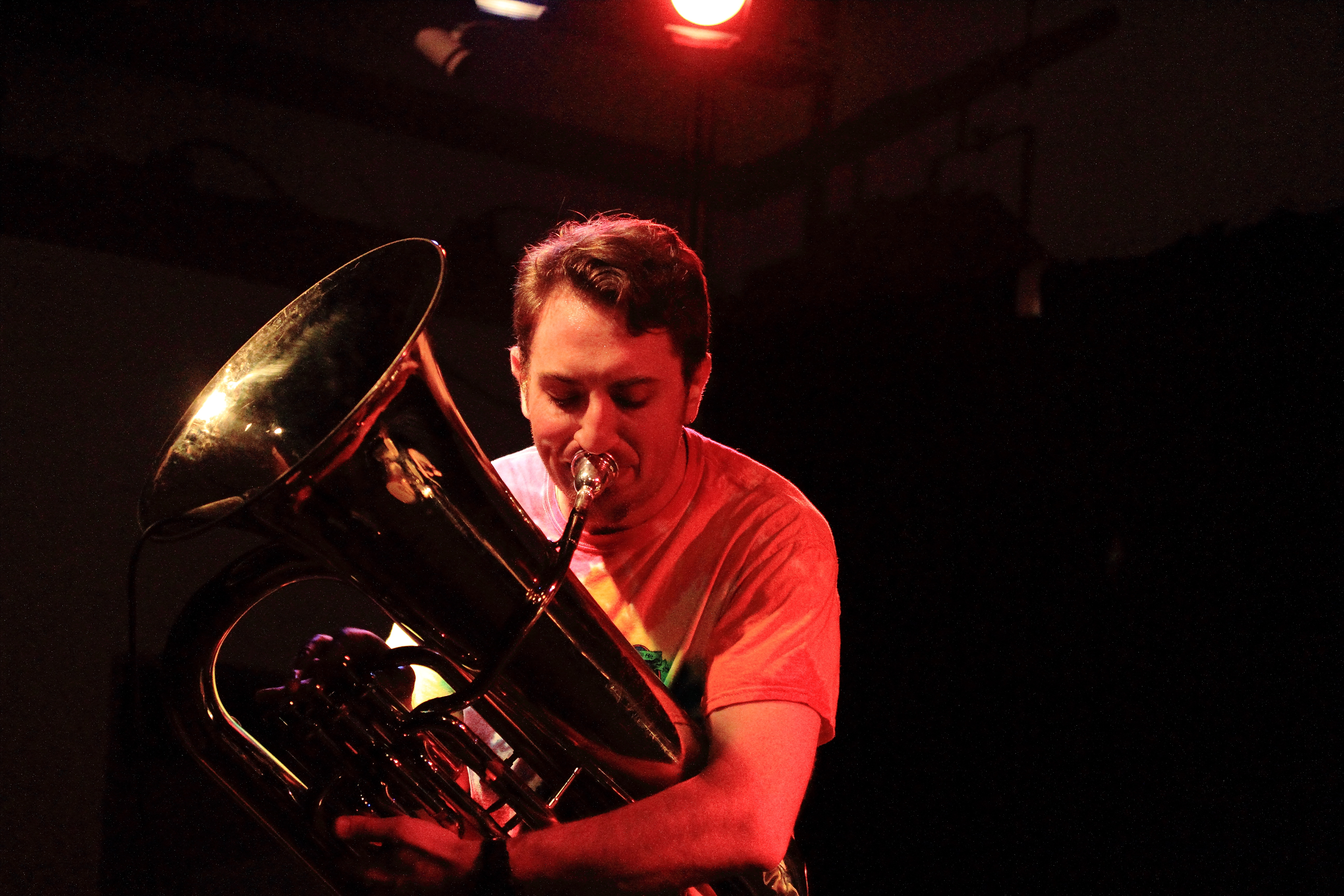
Dan Peck met The Gate in Club W71, 2015

Dan Peck (30 maart 1983) is een Amerikaanse jazz-tubaïst en componist.

## Biografie
Peck ging in 2005 naar New York en studeerde daar orkestmuziek aan de Mason Gross School of Arts van Rutgers University, en aan Manhattan School of Music. Met het orkest van Manhattan School of Music o.l.v. Dave Liebman maakte hij in 2009 zijn eerste opnames (Miles Ahead). Hij gaf solo-concerten met werken van Robert Sirota, Craig Woodward en Ignacio Baca-Lobra. Verder werkte hij met componisten als James Levine, Herbert Blomstedt, Anthony Braxton en Neely Bruce. In 2007 trad hij met Grandpa Musselman and His Syncopators op tijdens het Jazz at Aspen Festival. Met musici als Steve Swell en Roswell Rudd speelde hij in Charlie Keil & the New York Path to Peace, verder werkte hij met Tony Malaby, Harris Eisenstadt en Nate Wooley ((Sit In) The Throne of Friendship (Clean Feed, 2013)). In de jazz was hij tussen 2009 en 2011 betrokken bij vijf opnamesessies. In 2008 begon Peck met Tom Blancarte en Brian Osborne het trio The Gate, waarmee hij enkele albums opnam. 

## Discografie (selectie)
- The Gate: Vomit Dreams (Heat Retention Records, 2012)
- The Gate: Destruction of Darkness (Carrier Records, 2012)
- Solo LP (Tubapede Records, 2012)